# 后豐大橋墜橋案

## 概要
后豐大橋墜橋案发生于2002年12月7日，台中女教师陈某在后豐大橋墜橋身亡，她的男友王淇政和其朋友洪世緯被控是谋杀她的凶手。部分觀點认为这起案件是冤案。
2025年5月7日，本案被告王淇政與洪世緯無罪確定。

## 事發經過
王淇政和洪世緯與幾名好友於晚間11點多相約到夜市吃宵夜，其後7日凌晨一點多時王淇政之女友陳女要求王淇政到后豐大橋與她談分手之事，王淇政搭乘洪世緯駕駛的車子抵達后豐大橋，王淇政下車與陳女“談判”，這時，洪世緯認為不便在場且因車胎沒氣，即離開現場到加油站打氣。
洪世緯回來後，看見王淇政正趴在橋邊護欄上，王淇政告知陳女剛掉落至橋下，王淇政請洪幫忙叫救護車，自己則到橋下找陳琪瑄，洪世緯跟隨到橋下，並請當時正在橋下釣蝦的證人王清雲幫忙照亮，而後陳女經送醫後不治身亡。

## 案件發展
起初，檢察官認為證據不足以判斷陳女是被王淇政與洪世緯殺害，不起訴兩人，認定死者為自殺，然而再議後台中地檢續偵，2005年檢察官改以殺人罪起訴兩位被告，其關鍵在於檢察官採信橋下證人王清雲證述其看見橋上有二人將死者丟下橋，然而在事發第一時間王清雲的證詞表示僅有看見一黑影自橋上掉落橋下。
法官採信王清雲看見有兩人犯案的證詞，並參考許倬憲法醫之意見認定陳女為非自殺，認為陳女係由王淇政與洪世緯從橋上拋下，2006年台中地院判決兩人共同殺人，分別判處王淇政15年、洪世緯12年6個月有期徒刑，台中高分院、最高法院駁回王淇政與洪世緯的上訴，全案確定。

## 冤獄爭點
2012年，經監察院調查，發現本案疑點重重，認為並無證據可支持死者是遭人自橋上丟下，認為王淇政及洪世緯高度可能受到冤枉。義務律師團於2013年為王淇政聲請再審，律師團提出一項有力的證據是死者位置之水平位移，根據法醫學研究，水平位移可供作高處墜落死死因判斷因素之一，但原先的審判中並不曾留意到這項證據，日前再審仍被台中高分院駁回，律師團因而向最高法院提起抗告。
2018年2月，最高法院裁定后豐大橋案開啟再審。
2019年12月31日，台中高分院改判無罪。合議庭法官基於以下理由，認並無確切之證據足以證明陳Ｏ瑄係由被告二人合力抬擲墜橋死亡：
(一)本件依鑑定人臺灣大學蔡武廷教授、鑑定人藍錦龍鑑定意見、證人王Ｏ雲協助警方拍攝之指證死者墜落處相片、后豐大橋「P2」護欄位置相片等，可確認被害人陳Ｏ瑄墜落位置應係位於P2橋墩伸縮縫中心線往南約2.7公尺處，與其所停自小客車之副駕駛座旁橋正下方之位置相符。另該墜落點與橋面外側護欄之水平位移距離約0.64公尺，員警劉Ｏ南所繪現場圖顯示橋墩至血灘處「打處」2公尺，應為血灘處量測至橋墩之距離，而非量測至橋面外側護欄之距離。
(二)石台平法醫師鑑定意見認：本案平行位移0.64公尺是介於自殺或意外、他殺的灰色區域，應佐以動機因素為判斷。另死者雙手對稱性骨折只是遺體損傷狀態，符合為高墜傷勢，依法醫學創傷學理，有特定性狀的傷痕稱之模式損傷，可推斷致傷物，進而推斷致傷方式或機轉。「雙手對稱性骨折」非屬模式損傷，因此不能用來解讀致傷方式。
(三)陳Ｏ瑄於案發當時係穿著短袖上衣、七分長褲，手臂、手腕及雙腳踝均裸露衣物外並未受到任何保護，而其面臨生命遭受威脅之際，基於本能反應，勢必激烈掙扎、抵抗，則在其掙抵抗之過程中，不論其自己或加害人應會出現掙扎、抵抗之傷害或痕跡。然依法醫師驗屍檢查結果及剪取陳Ｏ瑄指甲送請內政部警政署刑事警察局鑑驗結果，並未發現陳Ｏ瑄身上有何遭人指壓、手抓之痕跡，且死者之指甲均完整，指甲床內亦未採得任何他人之皮膚。
(四)證人王Ｏ雲之證詞尚有疑義，並不足以證明被害人陳Ｏ瑄係由被告二人合力抬擲墜橋致死。另證人許Ｏ憲法醫、陳Ｏ珠、高Ｏ之證詞及原審至現場模擬結果等各項證據，均無法佐證證人王Ｏ雲於93年1月14日以後所述：死者墜橋之原因，包括墜橋前與王淇政之具體爭吵內容、被告二人如何合力將死者抬至大橋護欄欄杆外、如何鬆手等足以呈現被告二人有殺人犯意與犯行之關鍵事實。
(五)洪世緯與王淇政並非生死至交或有熟稔交情之人，復與陳Ｏ瑄無怨無仇，且查無其有任何利益可圖，難認其有何參與殺害陳Ｏ瑄之動機。且洪世緯在案發後製作警詢筆錄時，已請求員警調取加油站之監視錄影畫面為其不在場之證明，倘若其當時未離開現場前去加油站為輪胎打氣，應無可能即時提出調取監視錄影畫面之要求。另中油大湳加油站案發日零時起至1時30分之錄影帶雖已銷毀，然攸關被告不在場之證據被銷毀或無從辨識，責任不在被告洪世緯，不宜憑為質疑被告洪世緯辯詞之佐證。則被告洪世緯於陳Ｏ瑄墜橋時應未在場，陳Ｏ瑄應非由被告二人合力抬擲墜橋致死。
(六)依被告二人於案發後之諸多反應、作為，與故意殺人之情形尚有不同：
1.被告洪世緯在案發後隨即撥打119叫救護車，並留下自己真實姓名及行動電話號碼。
2.被告王淇政於死者墜橋後，下橋找到死者屍體，抱住死者屍體，激動站不隱，抱著她一直發抖；之後與友人楊Ｏ龍通電話時在電話中一直哭泣；嗣並打電話給陳Ｏ瑄母親葉Ｏ姍；被告王淇政於死者被送至豐原醫院急救時，非常激動地想跟隨死者進入急救室，被醫療人員阻擋在門外，且因王淇政之堅持，醫院急診室警衛與醫療人員，必須綁住其身體，限制其行動，致王淇政身體留有被限制之拉扯痕跡。
(七)被告王淇政、洪世緯經送測謊結果，均未發現有說謊之反應。
(八)被告王淇政關於死者如何墜橋之供述，縱有若干齟齬，然被告並無自證己罪之義務，尚難以被告之辯解不足採信，即據以認定其有罪。
(九)本案參酌以下各情，及卷內相關證據，不排除係陳Ｏ瑄自行攀爬上護欄後不慎失手發生墜橋之意外：
1.鑑定人藍錦龍鑑定意見認不排除係陳Ｏ瑄自行攀爬大橋護欄失手墜橋之意外發生可能性。
2.本院依陳Ｏ瑄拖鞋仍留置在其自小客車駕駛座腳踏墊上、其雙腳腳底僅沾染少許灰塵等情，認王淇政供稱陳Ｏ瑄與其交談時並未下車等情，尚非不可採信。本案不排除係因王Ｏ政拒絕分手，激發陳Ｏ瑄之強烈不滿，復擔心要和平分手之希望恐無法達成，而王Ｏ政又立於駕駛座已開啟之車門外，陳Ｏ瑄或為表達氣憤、或為達分手目的而有最後一搏之舉，故而跨至副駕駛座開啟車門後，攀爬大橋護欄，惟因護欄不易掌握而發生失手墜落之意外。
按刑事訴訟法第161條第1項規定：檢察官就被告犯罪事實，應負舉證責任，並指出證明之方法。因此，檢察官對於起訴之犯罪事實，應負提出證據及說服之實質舉證責任。倘其所提出之證據，不足為被告有罪之積極證明，或其闡明之證明方法，無從說服法官以形成被告有罪之心證，基於無罪推定之原則，自應為被告無罪判決之諭知。綜上所述，檢察官所舉之證據所為訴訟上之證明，於通常一般人仍有合理之懷疑存在，尚未達於可確信其真實之程度，此外復查無其他積極之證據足以證明被告二人有何公訴人所指之殺人犯行，自屬不能證明被告二人犯罪。原審未及審酌本院囑託鑑定人所作之鑑定意見等相關資料，而為被告二人有罪之判決，尚有未合，被告二人上訴意旨否認犯行，指摘原判決不當，其等上訴為有理由，自應由本院將原判決撤銷，並為被告二人無罪之諭知。

## 石台平法醫鑑定報告
石台平法醫為前刑事警察局法醫室主任、319總統槍擊案最高檢察署鑑定人、國防部及法務部法醫學研究所顧問法醫師，並為洪仲丘進行解剖鑑定。石台平法醫於2012年11月21日為后豐大橋墜橋案出具法醫意見書，研判為自殺案件。意見書摘要如下 

- 依法醫學文獻，他殺、意外高墜案件之水平位移平均值為0.3公尺，自殺高墜案件之水平位移平均值為1.2公尺。
- 本案水平位移為2公尺，依法醫學理，應研判為自殺案件。
- 死者死亡動機

1. 陳琪瑄曾先提出分手之說，事故當日打電話給王淇政「前往大甲溪橋談判，要求十分鐘到達，不然就要自殺」。應認為陳琪瑄有意復合，「十分鐘、不然要自殺」的意思是要求快速肯定的承諾，否則就"不玩了"。
2. 王淇政到達後，未於第一時間道歉、說出肯定承諾的話語，陳琪瑄即由乘客座(門)離車、攀越護欄而躍下。

- 王淇政在急診室的"乖張"行為，應認為是他對談判場面的劇變而產生的錯愕反應。依法醫學實務學理，刑案兇嫌通常於第一時間逃逸，少數親屬犯罪者會將被害人"扔在"急診室門口。
- 監察委員於2012年5月16日 模擬重建事故，其中一段是「女性模擬者掙扎，男性模擬者用力抓住」，其結果為兩個男人根本無法抱起女子，遑論要"扔下橋"。法醫學實務理論亦認為要將"活人"甩出女兒牆是不可能的事。

## 相關作品
- 《FIX》（页面存档备份，存于）：改編自臺灣近三十年來七個著名的社會案件，運用案件偵辦的疑點與謬誤寫成「小說中的小說」。
- 《沒有神的國度》（页面存档备份，存于）：改編自臺灣近年幾件指標性的社會大事，其中包含有后豐大橋墜橋案、大埔事件、三一八學運、監聽國會事件、誰摔死了李新，以此鋪排主角呂俊生的英雄旅程。

## 外部連結
- 后豐女子墜橋案部落格（页面存档备份，存于）
- 后豐大橋墜橋案粉絲頁
- 冤獄平反協會
- 后豐大橋女子墜橋案 監察院調查報告提出七大疑點 - 要求法務部提再審及非常上訴（页面存档备份，存于）
- TVBS新聞 - 訟12年女師墜橋案　法醫石台平：自殺（页面存档备份，存于）